# 坂田駅
坂田駅（さかたえき）は、滋賀県米原市宇賀野にある、西日本旅客鉄道（JR西日本）北陸本線の駅である。駅番号はJR-A11。「琵琶湖線」の愛称区間に含まれている。

## 歴史
東海道本線彦根駅と北陸本線長浜駅の間にガソリンカー運行が開始されるにあたって既存駅間に新設された気動車列車向けの駅であった。こうした経緯から、1991年（平成3年）までは木ノ本駅 - 米原駅・彦根駅間を区間運転する気動車列車を中心に停車し、そのほかは大半が通過する駅であった。
- 1931年（昭和6年）9月15日：国有鉄道北陸本線の法性寺駅（ほうしょうじえき）として、米原駅 - 長浜駅間に新設開業[3]。旅客のみの取り扱い[2]。
- 1940年（昭和15年）11月1日：営業休止[2]。
- 1954年（昭和29年）8月1日：営業再開、坂田駅に改称[2]。
- 1987年（昭和62年）4月1日：国鉄分割民営化により、西日本旅客鉄道の駅となる[2]。
- 1988年（昭和63年）3月13日：路線愛称の制定により、「琵琶湖線」の愛称を使用開始。
- 1991年（平成3年）9月14日：田村駅 - 当駅間に存在した交直セクションを虎姫駅 - 長浜駅間に移設（長浜駅まで直流化）し、同区間の普通列車を気動車運転から電車運転に切り替えるため、米原方に踏切を挟んで200 m 移設し、ホーム長を6両編成対応に延長[2][4]。
- 1998年（平成10年）12月15日：自動改札機を設置し、供用開始[5]。
- 2003年（平成15年）11月1日：「ICOCA」の利用が可能となる[6]。当時はICカード専用簡易改札機で対応。
- 時期不明：それぞれ設置されていた改札機が一体化され、ICOCA対応の簡易型自動改札機に置き換わる。
- 2018年（平成30年）3月17日：駅ナンバリングが導入され、使用を開始[7]。

## 駅構造

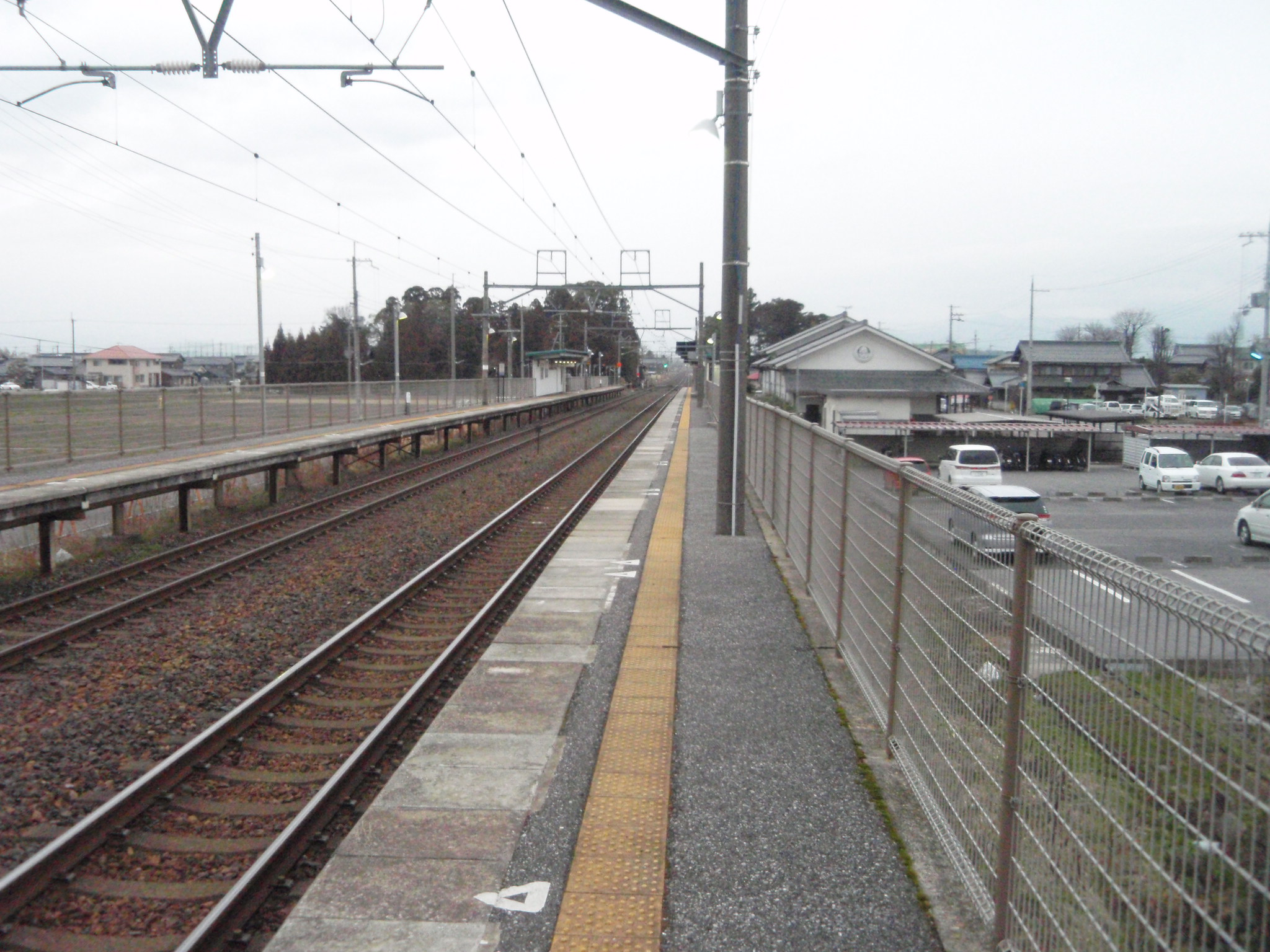
ホーム（2010年3月）

相対式ホーム2面2線を有する地上駅。有効長は8両編成分。分岐器や絶対信号機を持たないため、停留所に分類される。米原駅管理の無人駅であるが、自動券売機はその外側に設置されている。
入場時にはホーム側面の小さな建物（ICOCA等のための簡易タイプ自動改札機を設置）から直接ホームに入場する動線となっている。また、下りホームへ向かう際はホーム外の地下道で線路の反対側に回る必要がある。
駅西側にある市営の駐車場は無料となっており、駅利用者の利便を図っている。

### のりば
| ホーム | 路線     | 方向 | 行先           |
| ------ | -------- | ---- | -------------- |
| 東側   | 北陸本線 | 上り | 米原方面       |
| 西側   | 北陸本線 | 下り | 長浜・敦賀方面 |

- 案内上ののりば番号は設定されていない。
- JR京都・神戸線運行管理システムの導入区間内に位置しているが、旅客案内情報処理装置 (PIC) は設置されていない。

## 利用状況
JR西日本の移動等円滑化取組報告書によれば、2023年度の1日当たりの利用者数は1,114人。「滋賀県統計書」によると、1日平均の乗車人員は以下の通りである。
| 年度   | 1日平均 乗車人員 | 出典        |
| ------ | ---------------- | ----------- |
| 1992年 | 236              | [ 統計 2 ]  |
| 1993年 | 302              | [ 統計 3 ]  |
| 1994年 | 326              | [ 統計 4 ]  |
| 1995年 | 341              | [ 統計 5 ]  |
| 1996年 | 380              | [ 統計 6 ]  |
| 1997年 | 405              | [ 統計 7 ]  |
| 1998年 | 478              | [ 統計 8 ]  |
| 1999年 | 552              | [ 統計 9 ]  |
| 2000年 | 544              | [ 統計 10 ] |
| 2001年 | 552              | [ 統計 11 ] |
| 2002年 | 574              | [ 統計 12 ] |
| 2003年 | 582              | [ 統計 13 ] |
| 2004年 | 572              | [ 統計 14 ] |
| 2005年 | 550              | [ 統計 15 ] |
| 2006年 | 575              | [ 統計 16 ] |
| 2007年 | 612              | [ 統計 17 ] |
| 2008年 | 647              | [ 統計 18 ] |
| 2009年 | 632              | [ 統計 19 ] |
| 2010年 | 633              | [ 統計 20 ] |
| 2011年 | 625              | [ 統計 21 ] |
| 2012年 | 529              | [ 統計 22 ] |
| 2013年 | 605              | [ 統計 23 ] |
| 2014年 | 622              | [ 統計 24 ] |
| 2015年 | 623              | [ 統計 25 ] |
| 2016年 | 620              | [ 統計 26 ] |
| 2017年 | 637              | [ 統計 27 ] |
| 2018年 | 628              | [ 統計 28 ] |
| 2019年 | 636              | [ 統計 29 ] |
| 2020年 | 495              | [ 統計 30 ] |
| 2021年 | 537              | [ 統計 31 ] |
| 2022年 | 559              | [ 統計 32 ] |

## 駅周辺

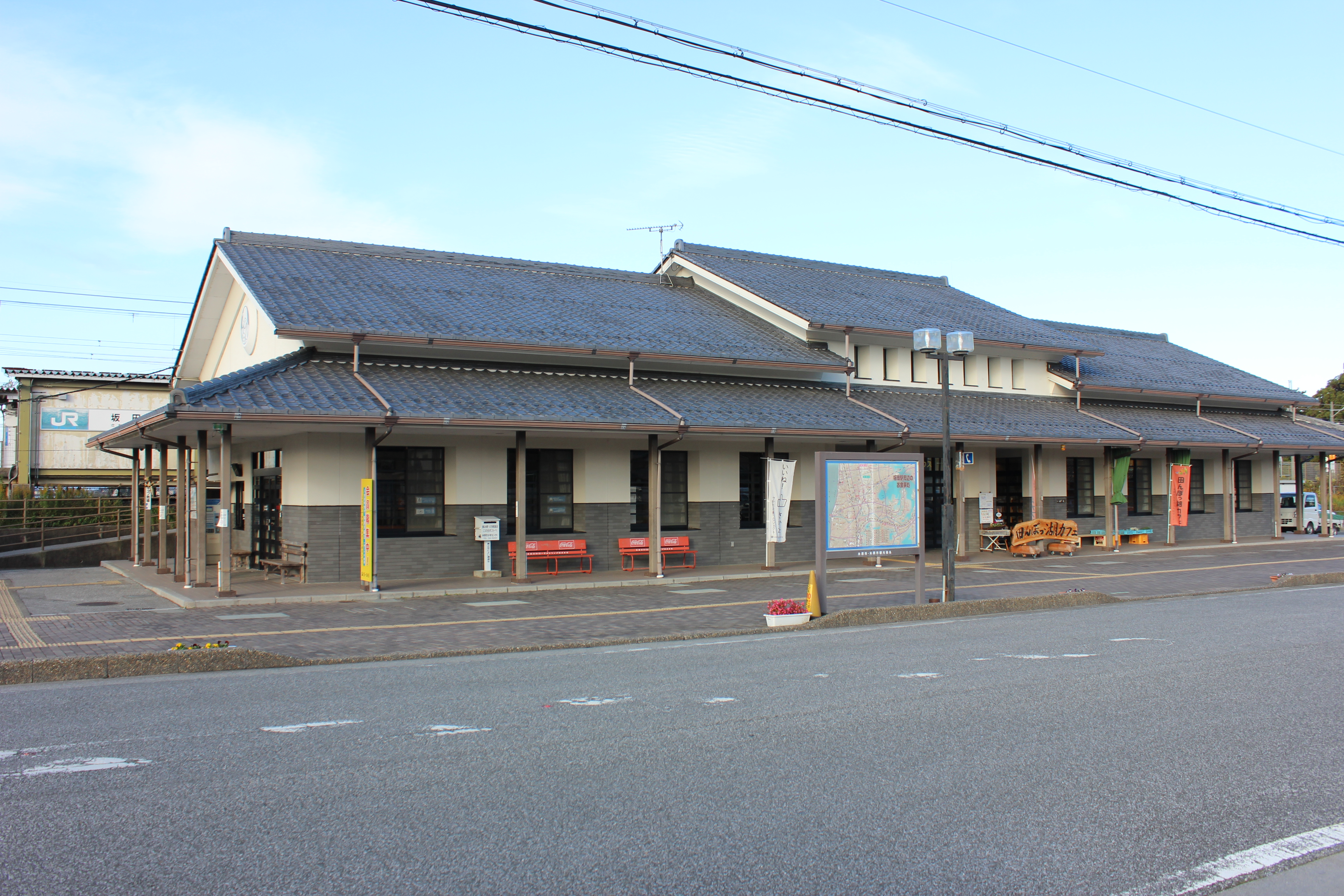
近江母の郷コミュニティハウス（2020年11月）

- 近江母の郷コミュニティハウス - 駅東口のコミュニティハウス。
- 山内一豊・千代の像 - 駅前に所在。
- 若宮氏館跡・顕彰碑
- 法秀院（山内一豊の母）の墓
- 長野家屋敷 - 山内一豊が父の死後から織田信長に仕える前まで身を寄せていたとされる家。
- 道の駅近江母の郷
- 米原市立坂田小学校
- フタバヤ 近江店

## バス路線
駅前に「坂田駅」停留所があり、湖国バスの路線とまいちゃん号（米原市）のデマンドタクシー路線（エリアタクシー）が乗り入れる（「まいちゃん号」は要予約）。
湖国バス
- 米原多和田線[11]：米原駅東口 / ローザンベリー多和田

木之本米原線の運行があった当時は、ほぼ全便が当駅付近にあった「宇賀野」停留所のみを経由していたため、当駅への乗り入れは路線廃止時点で平日3便、土曜1便だけしかなかった。なお路線廃止に併せて「宇賀野」停留所も廃止されている）。

## 隣の駅
西日本旅客鉄道（JR西日本）
 琵琶湖線（北陸本線）
■臨時快速
通過
■新快速・■普通
田村駅 (JR-A10) - 坂田駅 (JR-A11) - 米原駅 (JR-A12)

### 記事本文

### 利用状況
1. 1 2  “移動等円滑化取組報告書（鉄道駅）（令和5年度）”.   西日本旅客鉄道. 2025年3月15日閲覧。
2. ↑  平成4年滋賀県統計書 (PDF)
3. ↑  平成5年滋賀県統計書 (PDF)
4. ↑  平成6年滋賀県統計書 (PDF)
5. ↑  平成7年滋賀県統計書 (PDF)
6. ↑  平成8年滋賀県統計書 (PDF)
7. ↑  平成9年滋賀県統計書 (PDF)
8. ↑  平成10年滋賀県統計書 (PDF)
9. ↑  平成11年滋賀県統計書 (PDF)
10. ↑  平成12年滋賀県統計書 (PDF)
11. ↑  平成13年滋賀県統計書 (PDF)
12. ↑  平成14年滋賀県統計書 (PDF)
13. ↑  平成15年滋賀県統計書 (PDF)
14. ↑  平成16年滋賀県統計書 (PDF)
15. ↑  平成17年滋賀県統計書 (PDF)
16. ↑  平成18年滋賀県統計書 (PDF)
17. ↑  平成19年滋賀県統計書 (PDF)
18. ↑  平成20年滋賀県統計書 (PDF)
19. ↑  平成21年滋賀県統計書 (PDF)
20. ↑  平成22年滋賀県統計書 (PDF)
21. ↑  平成23年滋賀県統計書 (PDF)
22. ↑  平成24年滋賀県統計書 (PDF)
23. ↑  平成25年滋賀県統計書 (PDF)
24. ↑  平成26年滋賀県統計書 (PDF)
25. ↑  平成27年滋賀県統計書 (PDF)
26. ↑  平成28年滋賀県統計書 (PDF)
27. ↑  平成29年滋賀県統計書 (PDF)
28. ↑  平成30年滋賀県統計書 (PDF)
29. ↑  令和元年滋賀県統計書 (PDF)
30. ↑  令和2年滋賀県統計書 (PDF)
31. ↑  令和3年滋賀県統計書 (PDF)
32. ↑  令和4年滋賀県統計書 (PDF)